# Ruta Provincial E 92 (Córdoba)
La Ruta Provincial E-92 es una vía de transporte ubicada al noroeste de la Provincia de Córdoba, en la República Argentina, en una región que algunos dan en llamar Cuenca del Sol, en proximidad a la ciudad de Cruz del Eje.

Tiene una extensión aproximada de unos 35 km, y está asfaltada en su tramo inicial, hasta alcanzar la localidad de San Marcos Sierras, lo que representa un 35% aproximadamente. El resto del trazado es un camino típico de montaña y que puede ser transitado con vehículos simples y de uso cotidiano.

Inicia y finaliza su recorrido, en la misma ruta:  RN 38 , aunque en diferentes puntos. Su inicio se ubica en el kilómetro 112 y su final en el kilómetro 80, en jurisdicción de la ciudad de Capilla del Monte.
El tramo asfaltado de esta ruta fue así construido, debido a que tuvo gran importancia económica en años anteriores, ya que por ella, circulaba toda la cal que se extraía en las canteras Quilpo, hasta le cierre de la cantera.

En su tramo final, esta ruta circunda la costa sur del Dique el Cajón; la represa más nueva de la provincia y que sirve como reserva principal de agua para la ciudad de Capilla del Monte (antiguamente cumplía esa función, la represa Los Alazanes).

## Localidades
En su derrotero, esta ruta atraviesa solamente dos municipios ubicados dentro del mismo departamento. Ninguno es cabecera del mismo.
- Los Sauces s/d Hab
- San Marcos Sierras 2.800 Hab